# 183 (szám)
A 183 (száznyolcvanhárom) a 182 és 184 között található természetes szám.
A 183 két prímszám szorzata, ezért félprím: 3 · 61 = 183